# Elezione papale del 1088
L'elezione papale del 1088 si svolse il 12 marzo a seguito della morte del papa Vittorio III e scelse come suo successore il cardinale Ottone di Lagery, che assunse il nome di Urbano II.

## Svolgimento
Papa Vittorio III morì il 16 settembre 1087 a Montecassino. Poco prima della sua morte raccomandò l'elezione del cardinale Ottone di Lagery come suo successore. Roma era, in quel momento, sotto il controllo dell'antipapa Clemente III, che era sostenuto dall'imperatore Enrico IV, e difficilmente sarebbe stata recuperata in breve tempo. In questa situazione i cardinali fedeli a Vittorio III si riunirono il 9 marzo 1088 a Terracina, sotto la protezione dell'esercito normanno, per eleggere il nuovo pontefice.
Oltre ai cardinali vescovi, che erano i soli a poter eleggere il papa, all'assemblea elettorale, riuniti nella cattedrale dei Santi Pietro e Cesareo erano presenti anche i rappresentanti degli ordini inferiori dei cardinali, oltre a quaranta fra vescovi e abati, nonché Benedetto, il prefetto di Roma, e la contessa Matilde di Canossa.
Per l'occasione fu ammesso anche il voto per delega. Così:
- il clero di Roma fu rappresentato da Giovanni, vescovo di Labico-Tuscolo;
- i cardinali diaconi furono rappresentati da Oderisio, abate di Montecassino;
- gli altri cardinali furono rappresentati da Raniero di Bleda
- il popolo di Roma fu rappresentato da Benedetto, praefectus urbis.

Dopo gli usuali tre giorni di digiuno e preghiera l'assemblea si riunì il 12 marzo, una domenica. Il cardinale protodiacono, Pietro Igneo, vescovo di Albano, propose l'elezione di Ottone di Lagery, secondo le intenzioni del defunto Vittorio III. Ottone accettò l'elezione e prese il nome di Urbano II. L'elezione venne annunciata pubblicamente dal cardinale di Albano, Pietro Igneo. Nello stesso giorno il nuovo papa venne consacrato e venne celebrata la messa di incoronazione. Urbano II poté sedere sul Soglio pontificio non prima del novembre 1088.

## Lista dei partecipanti

### Presenti all'elezione[1]
| Nome                                   | Paese                | Titolo                                        | Ruolo                                                                                            | Nascita  | Concistoro |
| -------------------------------------- | -------------------- | --------------------------------------------- | ------------------------------------------------------------------------------------------------ | -------- | ---------- |
| Eudès de Lagery                        | Regno di Francia     | Cardinale vescovo di Ostia; eletto papa       | Priore di Cluny; Arcidiacono di Reims                                                            | 1040     | 1073       |
| Ubaldo                                 | Stato Pontificio     | Cardinale vescovo di Sabina                   |                                                                                                  |          | 1062       |
| Giovanni                               | Stato Pontificio     | Cardinale vescovo di Frascati                 |                                                                                                  |          | 1066       |
| Pietro Igneo, O.S.B. Vall.             | Marca di Tuscia      | Cardinale vescovo di Albano                   | Cardinale protodiacono; Abate di San Salvatore in Fucecchio                                      | 1020 ca. | 1072       |
| Giovanni Minuto                        | Stato Pontificio     | Cardinale vescovo di Labico-Tuscolo           |                                                                                                  |          | 1080       |
| Bruno di Segni                         | Ducato di Lombardia  | Cardinale vescovo di Segni                    | Vescovo di Segni; Bibliotecario di Santa Romana Chiesa                                           | 1045     | 1086       |
| Raniero di Bleda, O.S.B. Clun.         | Blera di Santa Sofia | Cardinale presbitero di San Clemente          | Abate di San Lorenzo fuori le mura; eletto papa con il nome di Pasquale II nel conclave del 1099 | 1052 ca. | 1073       |
| Oderisio di Montecassino, O.S.B. Cass. | Ducato di Spoleto    | Cardinale presbitero di Sant'Agata in Suburra | Abate di Montecassino                                                                            | 1030 ca. | 1059       |
| Giovanni di Subiaco                    | Stato Pontificio     | Cardinale diacono Santa Maria in Domnica      | Arcidiacono di Santa Romana Chiesa                                                               |          | 1073       |